# Dům Berntano
Dům Berntano je městaňský dům stojící na náměstí Krále Jiřího z Poděbrad v Chebu. Dům stojí vedle Staré radnice. Roku 1629 dědici majitele Johanna Chemnitzera ml. prodali dům městu, které jej chtělo kvůli příhodné poloze zbořit a postavit na jeho místě novou radnici. Nakonec ovšem bylo rozhodnuto, že nová radnice nahradí Zedtwitzův dům (původně patřící rodu Zedtwitzů) stojící na parcele nad radnicí.
Pro dějiny města je dům významný tím, že zde 23. července 1721 v hostinském pokoji kupce Antoniho Berntana přijaly chebské stavy pragmatickou sankci.
Po architektonické stránce se jedná o dům barokní, přestavěný z původně renesanční stavby. Mřížkované plochy nad a pod okny jsou typické pro vídeňské baroko a v rámci regionu se jedná o unikát.
Ve 20. století byl dům propojen se sousedními a přestavěn na kanceláře.